# Darko Lorencin
Darko Lorencin (ur. 5 czerwca 1970) – chorwacki polityk i ekonomista, działacz Istryjskiego Zgromadzenia Demokratycznego (IDS), w latach 2013–2016 minister turystyki.

## Życiorys
Z wykształcenia ekonomista, absolwent Uniwersytetu w Zagrzebiu. Był menedżerem do spraw marketingu w stacji Radio Maestral i menedżerem projektów w organizacji turystycznej w żupanii istryjskiej. Członek Istryjskiego Zgromadzenia Demokratycznego. W latach 2001–2009 był członkiem władz regionalnych w żupanii. Odpowiadał najpierw za współpracę międzynarodową i integrację europejską, a od 2005 za współpracę z sektorem publicznym. Pełnił też funkcję dyrektora w Istryjskiej Agencji Rozwoju. W latach 2011–2013 był członkiem kierownictwa ministerstwa gospodarki.
W marcu 2013 powołany na ministra turystyki w rządzie Zorana Milanovicia. Urząd ten sprawował do stycznia 2016. Później został doradcą organizacji ekologicznej OACM SOS CP.